# Patricia Aguirre
Patricia Aguirre (n. Ensenada, Baja California, México; 16 de julio de 1966) es una compositora y músico, titulada por la escuela de canto técnica Bel-Canto. Su tesitura comprendía el registros de la voz femeninasoprano. Maestra de canto, compositora, pianista, arreglista y directora musical.

## Biografía
A los 16 años fue ganadora del primer y segundo lugar como compositora en el concurso estatal de la Universidad Autónoma de Baja California, por Vale la pena luchar, Interpretada por Adriana Del Río. Nominada para varios premios y Ganadora de importantes concursos (Universidades Iberoamericanas entre otros), compositora de música para varias obras musicales entre ellas de Sirenas del Corazón entre otras. 
Entre sus composiciones destaca la composición de la canción conmemorativa del primer centenario de la ciudad de Tijuana, Hoy en colaboración con Gloria Bernal. 
Coproductora, al lado de Ricardo Acosta, de la reunión de 30 cantantes de Baja California para rendir tributo a la ciudad. 
Cantante internacional con giras a varios países interpretando música en diferentes idiomas destacándose el Jazz Latino.
Grabó junto a Yadrián, una de las mejores interpretaciones de Un mundo ideal, de la película de Disney Aladdín en una producción de la Profesora de danza y coreógrafa Erica Moreno.
Después de una larga trayectoria como cantante, músico y productora se retiró de la carrera por razones personales a la edad de 28 años en California.
- Datos: Q6066435